# Санта-Віторія-ду-Палмар

Санта-Віторія-ду-Палмар (порт. Santa Vitória do Palmar) — муніципалітет в Бразилії, входить до складу штату Ріу-Гранді-ду-Сул.
Складова частина мезорегіону Південний схід штату Ріу-Гранді-ду-Сул. Входить в економіко-статистичний мікрорегіон Літорал-Лагунар.

## Населення та площа
Населення становить 34 830 осіб на 2006 рік. Займає площу 5 244,177 км². Щільність населення — 6,6 осіб/км².

## Географія
Клімат місцевості: субтропічний.
Відповідно до класифікації Кеппена, клімат відноситься до категорії Cfa — клімат помірно теплий з рівномірним зволоженням і температурою 23 — 28 °C (жарко).

## Статистика
- Валовий внутрішній продукт на 2003 становить 352.126.055,00 реалів (дані: Бразильський інститут географії та статистики).
- Валовий внутрішній продукт на душу населення на 2003 становить 10.317,20 реалів (дані: Бразильський інститут географії та статистики).
- Індекс розвитку людського потенціалу на 2000 становить 0,799 (дані: Програма розвитку ООН).

## Галерея

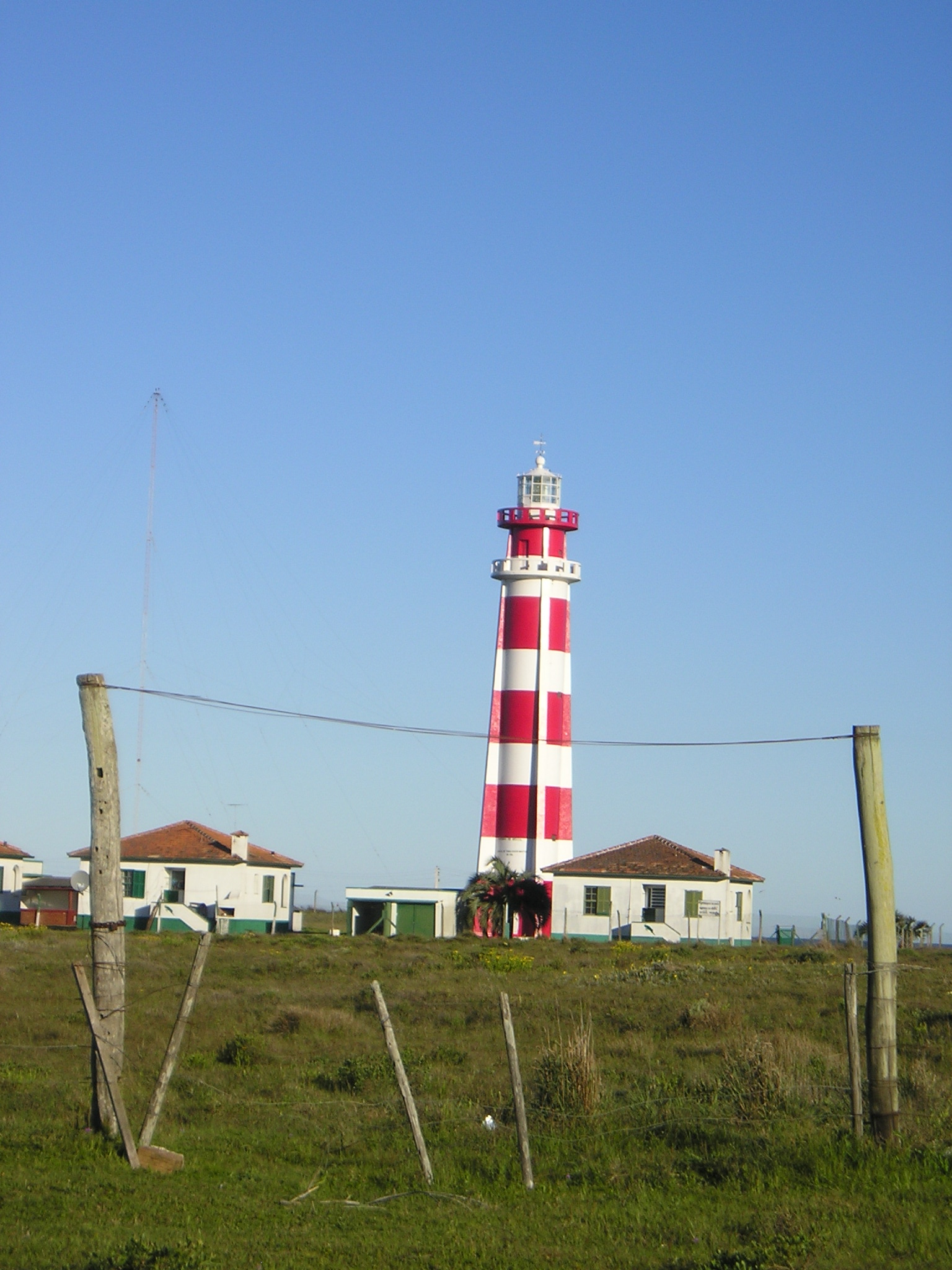
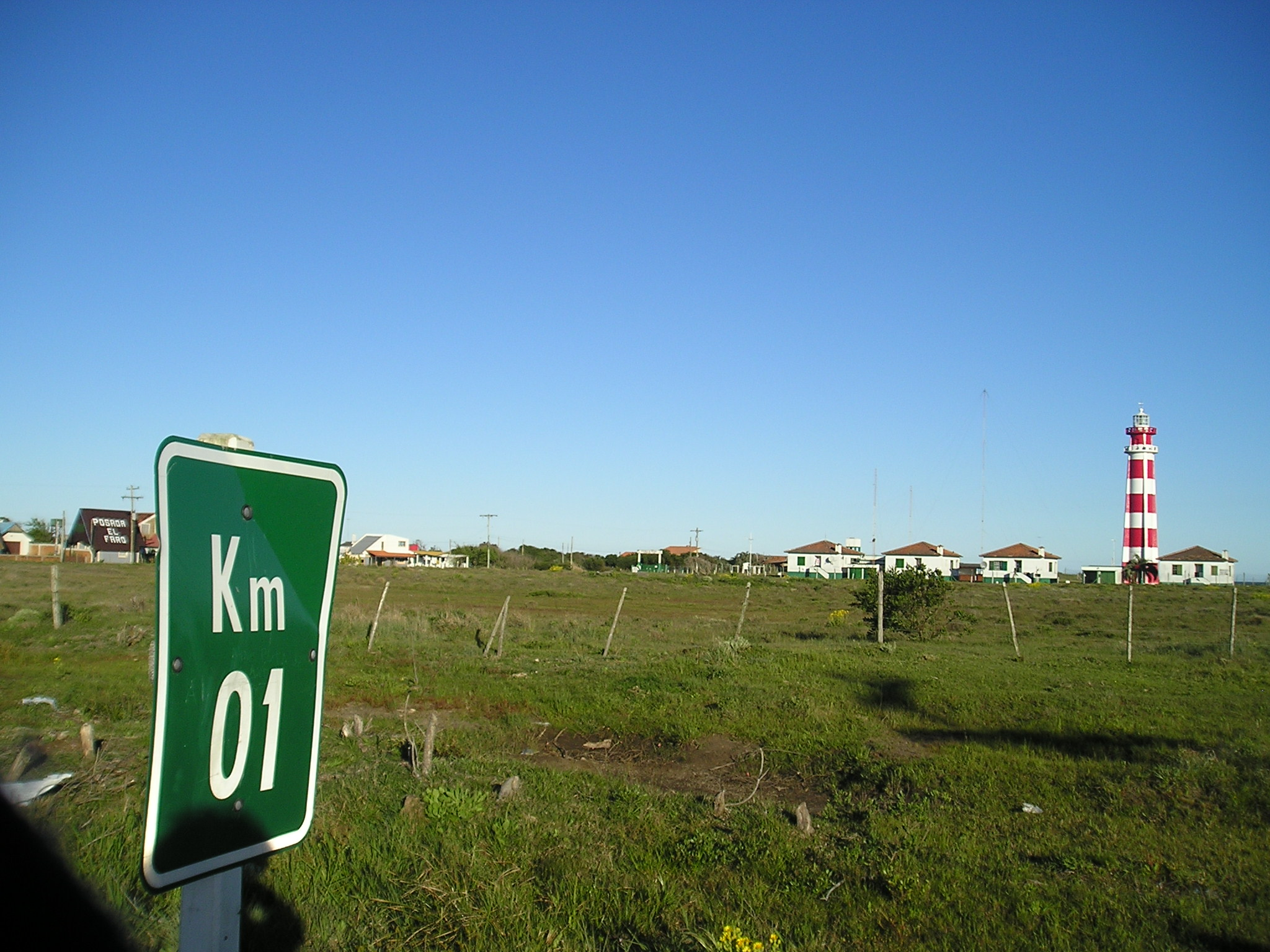
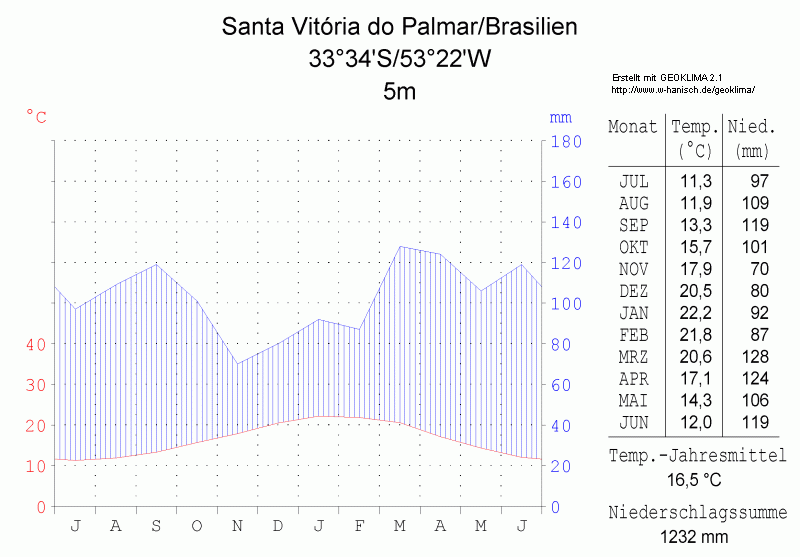